# Wichita Blue
Wichita Blue is een voormalige Amerikaanse voetbalclub uit Wichita, Kansas. De club werd opgericht in 1989 en opgeheven in 1999. De thuiswedstrijden werden in het Cessna Stadium gespeeld, dat plaats biedt aan 30.000 toeschouwers. In 1994 werd de naam voor één seizoen veranderd naar Wichita Blue Angels.